# Casas de la Vega
Casas de la Vega es una pequeña aldea perteneciente al municipio Abulense de El Losar del Barco, y a 3 kilómetros de éste. Se encuentra en la falda de la Sierra de Béjar, a una altitud de 1.060 m, y en dirección a Palacios de Becedas. Junto con Navamorisca y El Barquillo, son las pedanías que forman parte de El Losar del Barco. Tiene una población muy pequeña, debido a la despoblación que ha sufrido en los últimos años, aunque nunca ha tenido una elevada cifra. Actualmente tiene 16 habitantes (INE 2010), de los cuales 7 son varones y 9 son féminas.
- Tabla demográfica de Casas de la Vega, (1900-2019)

| Gráfica de evolución demográfica de Casas de la Vega entre 1900 y 2023                  |
|                                                                                         |
| Fuente Instituto Nacional de Estadística de España - Elaboración Gráfica por Wikipedia. |